# Фьюри-энд-Хекла
Фьюри-энд-Хекла (англ. Fury and Hecla Strait) — пролив, отделяющий остров Баффинова Земля от полуострова Мелвилл материковой части Канады, соединяет залив Бутия с заливом Фокс. Длина пролива — 190 км, ширина — около 50 км. Очень часто забит льдами.
Пролив был обнаружен в июле 1822 года Уильямом Парри и это вызвало большой интерес в связи с долгими безуспешными поисками Северо-Западного прохода. Путь Парри был перекрыт тяжёлыми льдами, но сухопутная разведка подтвердила что пролив приводит к открытой воде. Парри назвал пролив в честь своих кораблей — Фьюри и Хекла. Джозеф Бернье попытался пересечь пролив в 1911, но был также остановлен тяжелыми льдами.